# Pacific University Press
A Pacific University Press a Pacific University kiadója az Oregon állambeli Forest Grove-ban. A Könyvtárkiadói Koalíció tagja.
Az egyetemi könyvtár által üzemeltetett kiadó 2015-ben jött létre a 2009-es folyóirat-kiadási kezdeményezés alapján.

## Fordítás
- Ez a szócikk részben vagy egészben  a   Pacific University Press című angol Wikipédia-szócikk ezen változatának fordításán alapul.  Az eredeti cikk szerkesztőit annak laptörténete sorolja fel. Ez a jelzés csupán a megfogalmazás eredetét és a szerzői jogokat jelzi, nem szolgál a cikkben szereplő információk forrásmegjelöléseként.